# Devinder Mohan
Devinder Mohan (* um 1920) ist ein indischer Badmintonspieler.

## Karriere
Devinder Mohan gewann 1943 seine ersten nationalen Titel in Indien, wobei er sowohl im Herreneinzel als auch im Herrendoppel siegte. 1946 erkämpfte er sich seinen ersten Titel im Mixed. Insgesamt siegte er bei den indischen Meisterschaften zehnmal.

## Sportliche Erfolge
| Saison | Veranstaltung                 | Disziplin    | Platz | Name                            |
| ------ | ----------------------------- | ------------ | ----- | ------------------------------- |
| 1943   | Indien: Einzelmeisterschaften | Herreneinzel | 1     | Devinder Mohan                  |
| 1943   | Indien: Einzelmeisterschaften | Herrendoppel | 1     | George Lewis / Devinder Mohan   |
| 1944   | Indien: Einzelmeisterschaften | Herreneinzel | 1     | Devinder Mohan                  |
| 1945   | Indien: Einzelmeisterschaften | Herrendoppel | 1     | George Lewis / Devinder Mohan   |
| 1946   | Indien: Einzelmeisterschaften | Mixed        | 1     | Devinder Mohan / Sunder Deodhar |
| 1946   | Indien: Einzelmeisterschaften | Herreneinzel | 1     | Devinder Mohan                  |
| 1949   | Indien: Einzelmeisterschaften | Herreneinzel | 1     | Devinder Mohan                  |
| 1950   | Indien: Einzelmeisterschaften | Herreneinzel | 1     | Devinder Mohan                  |
| 1950   | Indien: Einzelmeisterschaften | Herrendoppel | 1     | Henry Ferreira / Devinder Mohan |
| 1952   | Indien: Einzelmeisterschaften | Herrendoppel | 1     | Henry Ferreira / Devinder Mohan |